# 挿橋川

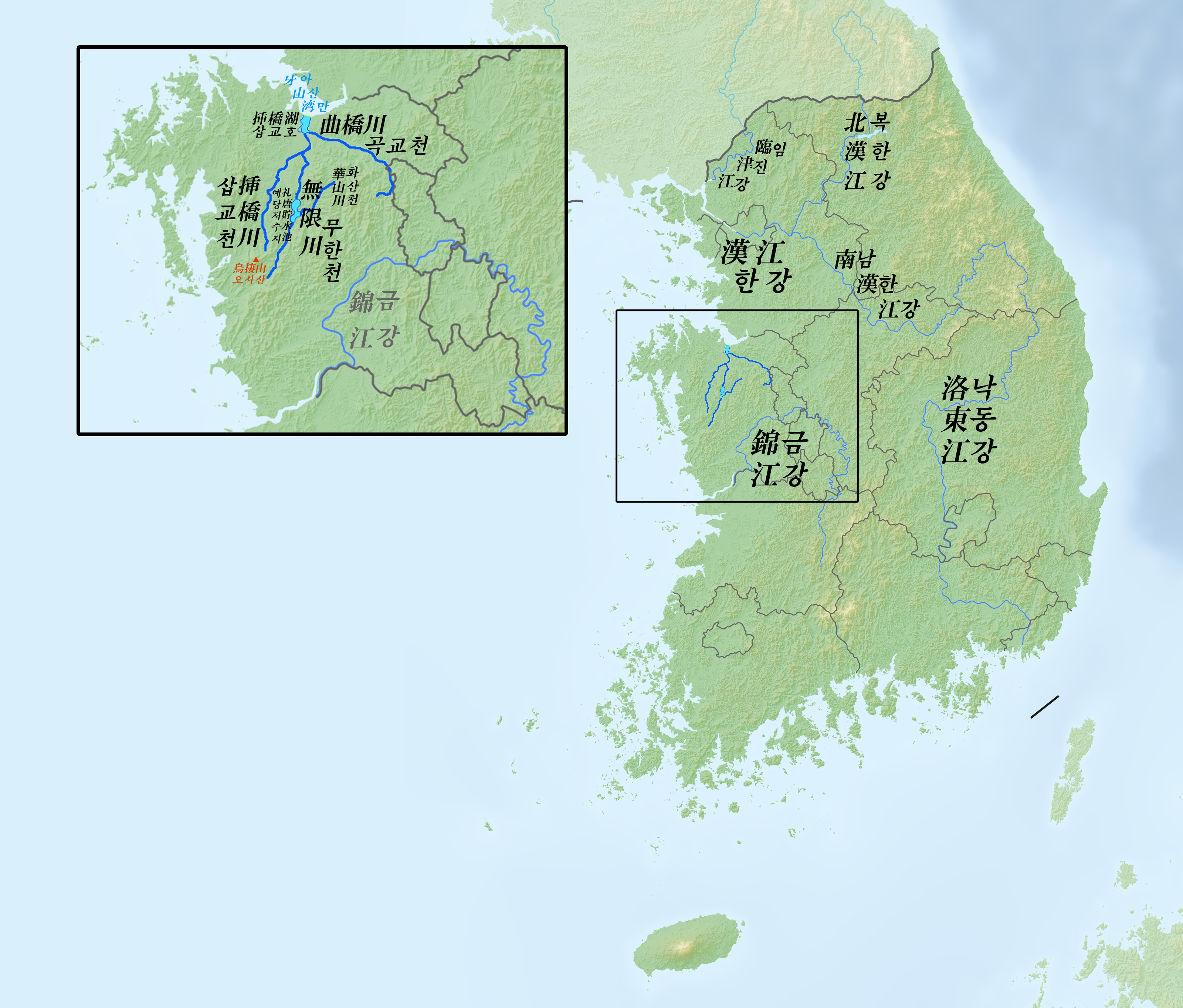
韓国三大河川（漢江・洛東江・錦江）と挿橋川水系の比較地図。
挿橋川の水系図中、曲橋川・無限川（무한천; ムハンチョン）の2本は国家河川、華山川は地方河川。

挿橋川（そうきょうせん、サプキョチョン; 朝鮮語: 삽교천(揷橋川)）は、忠清南道北部に位置し、洪城郡長谷面烏棲山（오서산(烏棲山); オソサン、うせいさん、790m）西斜面に端を発して北流しながら礼唐（イェダン）平野を貫流し、牙山湾（アサンわん）に流れ込む河川である。
礼唐平野の半ばである礼山郡新岩面新宗里では、忠清南道中部の青陽郡化城面山亭里にある白月山（백월산; ペグォルサン、はくげつさん）北側の渓谷に端を発し、平野部に出たことで蛇行しながら北流してくる無限川と合流し、河口付近では大峰山（대봉산(大峰山); テボンサン、だいほうさん、790m）に端を発して西流してくる支流の一つである曲橋川（곡교천; コクキョチョン）と合流し、河口ではさらに安城川（アンソンチョン）と合流する。長さは61km、流域面積は1,619km2である。流域形状は平行形流域である。
広い平野と干潟を擁しながらも、十分な農業用水を確保することができず、旱水害をしばしば経験してきたこの地域唯一の水源である挿橋川だったが、1979年に長さ3.4kmの防潮堤が河口に建設されたことで、塩害が防止されると共に、巨大な人造湖である挿橋湖が形成され、貯水量が8,400万トンにも達する膨大な灌漑水源が確保されることになった。
挿橋川流域には、徳山道立公園、徳山温泉、道高温泉、秋史古宅、礼唐貯水池、挿橋防潮堤などの観光資源が豊富で、重要な国民観光地として開発されている。